# Friederiken-Schienenweg
Koordinaten: 49° 15′ 37,9″ N, 6° 54′ 17,2″ O
Der Friederiken-Schienenweg war eine 2,5 km lange, zunächst hölzerne, dann gusseiserne Schienenstrecke im Frommersbachtal bei Altenkessel im Saarland, die die beiden Steinkohlengruben Bauernwald und Großwald (vereinigt zur Grube Luisenthal) mit der Verladestelle Luisenthal an der Saar verband. Die Trasse lief entlang der heutigen Straßen Josefaschacht und Altenkesseler Straße in Saarbrücken und Völklingen. Ein Dampfwagen der Königlichen Eisengießerei Berlin sollte 1819 die Strecke befahren. Hätte die Lok funktioniert, wäre dies die erste Eisenbahnverbindung auf dem Kontinent gewesen, 16 Jahre vor der Bahnverbindung Nürnberg – Fürth. So wurden die Wagen von Menschen und später Pferden bewegt, bis 1862 die erste Lok die Strecke befuhr.
Bereits bei der ersten Generalbefahrung der neu erworbenen Gruben des Saarreviers im Juli 1816 vermerkte der allen Neuerungen aufgeschlossene preußische Oberberghauptmann Johann Carl Ludewig Gerhard zu der Grube Großwald bei Altenkessel: „Keine Grube wird sich beßer zur Pferdeförderung qualificiren als gerade Großwald, wegen der Mächtigkeit und der Regelmäßigkeit des Flötzes, und wegen der Ausgedehntheit des Baues, aber die Wagenförderung wird noch viel wichtiger, wenn man damit eine Förderung auf Schienenwege bis zur Saar verbindet, und auf diesem Wege, der p[ro]pt[er] 900 Lachter lang wird, die Wagen durch eine Feuermaschine bewegt.“ Im August 1816 wurde vom Oberberghauptmann „die Anlage eines eisernen Schienenweges“ ins Auge gefasst. Die Feuermaschine sollte in Berlin hergestellt und von dort auf dem Wasser- und Landwege an die Saar geliefert werden. Im Herbst 1817 begannen die Bauarbeiten an dem Friederiken-Schienenweg, der die Grube Bauernwald bei Altenkessel mit der Verladestation Luisenthal an der Saar verband. Im August/September 1818 wurde der Schienenweg zuerst mit hölzernen Schienen, ab 1821 mit auf der Eisenhütte Geislautern hergestellten gusseisernen Schienen versehen. Der Dampfwagen der Königlichen Eisengießerei Berlin wurde am 29. Juli 1818 fertiggestellt und traf im Februar 1819 für den Transport zerlegt in Geislautern ein, ließ sich aber nach der Demontage in Berlin nicht mehr erneut zu einem funktionierenden, fahrbereiten Dampfwagen zusammenbauen. „Die erste Eisenbahn auf dem Kontinent fuhr daher nicht an der Saar.“ Vielmehr wurde der Friederiken-Schienenweg zunächst mit Pferden betrieben und erst 1862 mit einer kleinen Lokomotive.

## Belege
1. 1 2 3  Michael Sander (Bearb.): Ankunft Saarbrücken Hbf…: 150 Jahre Eisenbahn an der Saar. Saarbrücken 2002, S. 62.